# Teatre Eliseu
El Teatre Eliseu, antic Cinema Bac de Roda, és una obra modernista de Roda de Ter (Osona) inclosa a l'Inventari del Patrimoni Arquitectònic de Catalunya.

## Descripció
Edifici de caràcter industrial, fent cantonada. La façana principal, d'obra vista, està dividida en tres parts, d'un sol eix als laterals i un cos central amb tres eixos. Destaca la decoració de totxo de les obertures combinant la posició dels totxos o formant motllures de formes geomètriques. Les façanes acaben amb una barbacana de colls de fusta decorada amb rajoles de ceràmica vidriada. També destaca la curvatura de la coberta i el seu ràfec.

## Història
Aquesta construcció fou cooperativa que més tard va perdre aquesta funció i va ser transformda en cinema. Podríem associar la construcció al procés industrial que afectà Roda i transformà el poble sobretot durant els anys 1825-50, i que continuà fins al segle xx.